# 第二大马计划

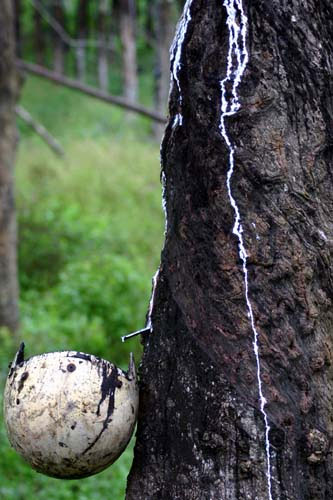
Crop diversification was introduced during the Second Malaysia Plan, phasing out rubber in favour of oil palm.

第二大马计划，乃马来西亚政府颁布的经济发展计划，实施时间为1971至1975年，以贯彻马来西亚新经济政策(NEP)为目标，旨在“重建”社会，削弱当地经济中华资及外资的主导地位，从而提高马来人的经济地位。这次计划是第一大马计划的延续，后者同样尤其注重解决马来人的贫困问题。然而，第一大马计划所取成效着实有限，这其中也许受到 1969年发生于吉隆坡的5·13种族暴乱影响。有人认为第二大马计划过于热忱让马来西亚人更多参与经济，于是当该计划截止之际，政府相应地减少对重组经济的强调。

## 背景
马来西亚人在当地人口中占绝大多数，但其经济实力并不与之相符。至1970年，土著人拥有马来西亚1.9%的经济力量，非马来人(大多为华人)拥有37.4%，其他全为外国人拥有。鉴于此悬殊差异，宪法第153条规定，政府在奖学金分配、行政部门就业等方面都要安排一定配额，力图提高马来人的经济地位。
然而，第一大马计划所采取的措施，过于依赖马来人自己“对设施与服务加以使用，充分利用”，最终并未成功解决经济失衡问题。该政策激起了一些非马来人的不满情绪，他们大多支持反对党，该党在1969年普选中号召减少或消除对土著人的反歧视行动。5月12日，反对党支持者举行胜利游行，次日，联盟大党巫统(UMNO，马来西亚全国巫人统一结构)便发起报复性集会，然而，集会很快演变为一场持续两日的暴乱。官方数据显示约有 200人丧生，然而，其他数据远远不止——上千人无家可归，大多为华人。政府宣布紧急状态，议会休会。国家行动理事会(NOC)暂时进行统治，1971年议会复会。
国家行动理事会统治时期，颁布新经济政策，力图通过“快速发展的经济”，实现消除贫困、根除“经济职能的种族认定”的最终目标；新经济政策还希望在20年内让土著人拥有经济的30%。第三宏观计划也得以通过，目标与新经济政策相似，二者都于1990年失效，之后议会通过第二大马计划，以实现这些政策的目标。

## 经济结构
第二个马来西亚计划加强了政府对于经济的参与，主要目标为提高马来人的经济地位，尤其是在制造业和采矿业。为了避免对华人的经济权益造成直接伤害，这一计划以巨大的经济增长为重点，旨在扩大马来人经济利益和非马来人经济利益的绝对值，与此同时，增加马来人经济份额的相对值。
第二个马来西亚计划共有72.5亿马来币的投入，虽然这导致第一个马来西亚计划105亿的投入减少，但政府希望能通过这第二个计划进一步减少贫穷及增加马来人经济在私营经济中的份额，政府对私营企业设定了一些限制以利于马来人的就业与经济所有制的发展。
在公布这一计划的时候，以评论家的话来说，当时，非马来人“实质上垄断了私有工业和商业中的职业岗位”，并主要集中于城市地区。而外来投资则控制了包括制 造业，银行业，金融业，橡胶业和锡业在内的大多数的现代工业。大多数的马来人则从事着农村的活动，例如种植水稻，打渔以及管理小块的橡胶林和棕榈田等。显 然，他们与白领职业无缘，哪怕是像文职这样的次等白领，而只有在行政部门中，马来人才在较高级的职位占有一席之地，因为政府确保了马来人在所有的政府工作 人员中占80%。某些职业中，例如医药和法律，大部分都是非马来人。然而讽刺的是，政府的政策：如联邦宪法第153条规定公共部门优先聘请马来人，却变相降低了马来人进入私营领域的兴趣。那时主要因为教育的滞后，各种族的失业情况也很严重，1970年，275，000的未就业人口中大约有70%是15岁到25岁的年轻人。而这一情况也是新的经济计划和第二个马来西亚计划希望改善的。

## 工业化
一些在第二大马计划（the Second Malaysia Plan）颁布之前就已经成立的政府机构，在计划实施过程中更加积极地参与到经济事物中。这些机构包括马来西亚工业发展局（MIDA：Malaysian Industrial Development Authority）和人民信托局（MARA：Majlis Amanah Rakyat）。在计划实施过程中也成立了一些新的机构，其中包括国家企业公司（PERNAS, 或国家外贸公司），州经济发展局（State Economic Development Corporation）和城市发展局（UDA：Urban Development Authority）。
PERNAS的建立旨在购买企业，与私企合资，并以托管的方式发展新兴产业，直到马来人持有充足基金来接管企业。到第二大马计划末期，PERNAS完全拥有八家公司，这八家公司涉及保险，贸易，建筑，房地产，工程，证券和矿产七大领域。为发展矿产业，集装箱运输业，旅游业和咨询业，在私营领域中也纷纷建立起了合资企业。
在第二大马计划实施期间，马来西亚国会通过了工业协调法案（Industrial Coordination Act），该法案规定，凡从事制造业的公司，若股本总额为10万马币，或受雇人员在25人或更多者，均须向贸易暨工业部（简称贸工部）申请工业执照。为了得到批准，每个公司必须具备贸工部规定的条件，具体条件可能各不相同。马来西亚籍华裔制造商十分关注这个法案，此前他们受当地政府限制较小。
尽管如此，政府声明，该法案无意对任何群体不利，并继续实施。法案将公司分为三类：1972年1月1日之前经贸工部批准的公司，在此之后批准的公司以及未经批准的公司。受制于该法案的所有公司须向工业部上交一份计划，详述公司如何计划实现第二大马计划长期目标，即马来人占有公司股权的30%。计划如果被接受，则成为公司运作的指导准则。
第二大马计划实施之前，马来西亚的工业发展集中在马来西亚半岛（Peninsular Malaysia）西海岸地区。该计划将重点转移至东海岸，建立了新的工业区，以抑制农村向城市移民——东海岸的城市化进程远远落后于西海岸。
到1975年，制造业占马来西亚国内生产总值的比重已经达到16%，比马来西亚第二个计划的目标要少1%。全球经济在衰退，与去年的增长率15%相比，毫无疑问，马来西亚制造业产值增长了，而去年的增长率早已远远超过第二次计划的目标值——12.5%的年增长率，这都是政府做出了贡献。制造业产品中绝大部分是食品、木制品和化学制品。政府规划的自由贸易区带动了民生用品的消费，因为区内任何新产品都不需要缴纳关税，他们免费出口到外国或被运往其他自由贸易区。1974年，槟城、雪兰莪和马六甲先后宣布划分出自由贸易区，落户的行业一般是电子类、橡胶类以及纺织类。

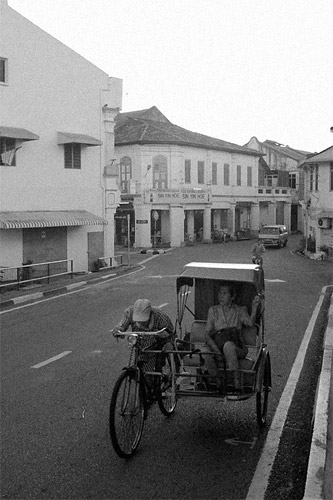
计划一开始，私营企业雇用的一般是马来西亚华侨，然而实际上，这些华侨在公司里面不享有股权。

## 矿业
20世纪70年代晚期以前，马来西亚一直是世界上最重要的锡矿供应国，西方国家进口的锡矿中大约40%来自马来西亚。然而，锡矿储量在不断减少，加上铁矿储量也在减少，矿业对国民生产总值的贡献在计划执行期间预计将减少13% 。但是铝矿和铜矿在20世纪70年代早期还一直推动着矿业发展。马来人几乎不怎么参与采矿业，高达70%的采矿业仍为外国人所控制，这种局面是英国殖民时期的历史遗留造成的。当时从英国来到马来西亚掠夺当地矿物资源的很多公司到现在还没有离开。马来人在采矿业的参与——尤其是锡矿，在英国倾向于招用中国的廉价劳动力的时候愈发受到限制，因此20世纪70年代采矿业的雇员大部分还都是中国人。
20世纪70年代，马来西亚经济中石油或者说原油开始发挥它的重要作用，人们购入新的采油设备并创办精炼厂。到1975年，整个原油产量达到一天9万桶（亦14000立方米/天），其中大部份原油产自壳牌公司。而在1974年，马来西亚政府授予其全面掌控的马石油公司绝对持有、勘探和开发石油的权利。随后那一年，马石油公司成为唯一被允许将石油产品投放市场和销售配送的公司。除此以外，在不享有股权的情况下，马石油公司仍可对其他公司进行控股管理。
自从政府重建政策实施以来，采矿业雇佣的马来人数从1970年以后一直居高不下。第二大马计划实施之始，采矿业只有不到200，000马来工人。而截止到1990年，这一数字差不多达到1百万，大大地超出了最初提出的目标数字。马来人特别把采矿执照预留了下来以提升他们在采矿业中的所有权水平。政府还通过将以前的一些外资矿产公司收归国有来提升马来人的所有权水平----到1989年，国有机构控制了采矿业60%的所有权。作为采矿业的一支独秀的石油开采业也大大地帮助了政府----即便有国有的马来西亚石油公司也被看成是马来人的企业。然而这一实践所引发的有关国有机构不仅仅属于马来人而属于更广大的公众的争议却使政府广受批评。

## 农业
马来政府的第二大马计划像之前的大马计划所规划的一样，它延续了第一大马计划所定下的基本理念和思路。其它开发的支出大幅上涨了约1百万马币，而农村建设资金也有所增加。这一计划致力于实现马来西亚农作物收成的多元化增长；1974年出台的绿皮书就以鼓励农民种植长豆角和辣椒等蔬菜和饲养生畜来实现粮食生产自给自足----家畜卫生部竟然派发了生畜。而肥料，种苗，杀虫剂和灭草剂则全部由政府补贴。由于鼓励稻谷双作制，农民们一年有两次收成并且产出也翻了一番。1973年成立的“农民官方机构“以协调农业合作、农民联盟和政府农业机构为己任。
小规模农业被认为是创造职位和减缓乡村贫困的关键，一些政府部门像FELDA（联邦土地开发局）极大地加大了其开发项目的范围和规模。RISDA（橡胶业小园主发展局）的任务是使小园主的种植园多样化。RISDA计划在五年内实现开发150，000亩（即610平方公里）橡胶园的宏伟目标。这一措施的主要目的是通过种植油棕榈树使棕榈油产业多样化。马来西亚经济在当时极为依赖橡胶生产----仅马来西亚半岛在高峰期生产的橡胶就占全世界所产橡胶的一半以上。然而大萧条使橡胶价格大跌，马来西亚经济遭受重挫。马来政府为了防止此类事件的再次发生而使其农业生产多样化。但是RISDA在开发土地上太过激进，以至于到第二个大马计划的最后阶段也只有40，000亩（即160平方公里）的橡胶园得到开发，这其中只有一半是油棕榈树种植园。
政府提出的土地发展和移民安置政策未能改变农村贫困人口的现状。政府只安置了4万人，而处于贫困线以下的农村家庭预计达535,000家。由于政策实施项目效率低下，往往再安置以及发展政策中的受益人并不是那些最需要帮助的。据一些人声称，目前过多强调的是再安置以及发展项目中新领域的困难，而不是提高现有农业生产力。由于宪法的缘故，有些问题变得很复杂，例如宪法给予州很多控制土地发展的权利，所以这就使得联邦政府不得不与各个州政府进行协商。由于这个原因，非马来西亚农村家庭也未能从这些政策中受益，因为宪法为马来本土居民保留了一部分土地，而州政府也不希望接纳非马来居民。
虽然第二次马来西亚计划很大程度上使有“米倉”之称的吉打州和玻璃市州变得现代化——实际上是用拖拉机代替了水牛——而大多数小佃农和个体农户都未能从现代科技中受益。在合资农业部门中，马来西亚人只有0.3%的股份，而70.8%的股份都被外国股东持有。在非合资部分中，马来人持有47.1%的股份。由于资金有限，在第二次马来西亚计划完成时，仍有很多马来人在从事“低生产力工作”。

## 健康
第二次马来西亚计划继续着以前的计划，即通过一些项目来提高人们的营养水平。这些项目包括营养食物生产奖励，营养说明，菜单安排以及给最缺乏营养的人群提供食物。然后，这些项目因缺乏训练有素的医疗人员而受到阻碍。
虽然1964年计划生育被设立为国家目标，但由于政府的忽视，在第二次马来西亚计划中计划生育的促进受到了阻碍。很多国家计划生育委员会取得的成功都是在第一次马来西亚计划中（1966-1970）实现的。第二次马来西亚计划希望增加60万计划生育技术的新用户，但是提供的设施和人员不够。这个话题被在政府看来是相当敏感的，所以很大程度上，计划生育未能成为政府的工作重点。讽刺的是，1984年马来西亚总理马哈迪·莫哈末通过公布国家人口政策而有效地将计划生育从政府政策中除名。政府国家人口政策针对的人数从1984的126万人增加到2010年的7000万人。

## 教育
在第二大马计划实施期间，教育出于支持社会经济改革的目的而基本处于搁置状态，但政府仍然采取了一些重要行动来规范教育。1970年，马来语作为官方语言，取代英语成为小学至大学阶段的教学媒介语。英国统一标准考试由本国统一标准考试所取代，采用新马来语教科书。到“二五”期末，大多数原来的英语教学学校已经将第一个四年教育彻底转变成为新马来语教学课程。
1973年，课程发展中心成立。它的目的是调整方案以改革以前由不同的政府部门所负责的课程。它也开始改进自然与数学方面的课程，并开始了一项审查不同的社会科学课程的新计划。
第二大马计划也希望提高职业技术训练的实用性。除了一些尝试，在提高课程方面几乎没有取得任何进步，这些课程专注于提供普通教育却没有为职业技术训练创造任何空间。在这项计划下建立了几个新型技术职业学校，它们下属七个独立学会并于1975年完工。政府希望这项措施能够减轻失业问题，尤其是青年失业问题。